# Javier Cárdenas
Javier Cárdenas Pérez (Barcelona, España, 18 de mayo de 1970) es un presentador de televisión, cantante y locutor de radio español.

### Radio
Comenzó a trabajar en la radio en el programa Peques Unic de Radio Juventud, con tan solo nueve años. Más tarde, a los 16, empieza a retransmitir partidos de fútbol en Antena 3 Radio. 
Colabora en el espacio de televisión Arús con leche, dirigido por su cuñado Alfonso Arús, entrevistando a personajes diversos  del panorama nacional.
Desde 1990 hasta 1995 se encarga de retransmitir partidos de fútbol, tanto en Radio Club 25 como para M80 Radio (de la Cadena SER).
En el año 1997 dirige y presenta Segundos Fuera, en Radio España Catalunya. Allí se realizaban multitud de sketches radiofónicos, con las voces de los principales personajes de este país. Algo parecido haría más tarde en el programa Al ataque, de Onda Rambla, donde se hacía un repaso ácido, y en clave de humor, sobre las noticias más destacadas de la semana.
Desde el año 2006 dirige y presenta el programa Atrévete, en Cadena Dial, junto a MJ Aledón, Isidro Montalvo, Roberto Alcaraz y Luis Rollán entre otros. Según el Estudio General de Medios (EGM), el programa Atrévete ha sido el segundo matinal con más crecimiento en España.
En 2008 fue galardonado con el Premio Ondas a la innovación radiofónica por combinar información, humor y entretenimiento, organizando un crucero en el que durante un fin de semana se realizó radio en vivo, con actuaciones musicales y concursos, con la participación en directo de los oyentes, y la convivencia de los comunicadores y artistas con la audiencia.
El 7, 8 y 9 de marzo de 2008 crea un precedente en la historia de la radio española, regalando a los oyentes del programa Atrévete de Cadena Dial un Crucero al Principado de Mónaco. Se suman al crucero artistas como Sergio Dalma, Conchita, Carlos Baute, Merche y Andy y Lucas.
En noviembre de 2009, Javier Cárdenas vuelve a ser pionero con el Crucero de los Atrevidos al llevarse a 2000 oyentes en barco a Niza durante un fin de semana junto a artistas como la escritora gallega Elena Álvarez, Chenoa, Manuel Carrasco o Efecto.
Durante todo el año 2009, el programa que dirige y presenta Javier Cárdenas Atrévete fue el único que creció en todos los estudios generales de medios EGM[cita requerida] de entre los más de 15.000 programas que existen en España. El programa de radio de las mañanas Atrévete, dirigido y presentado por Javier Cárdenas, consiguió en 2009 un récord histórico de audiencia en Cadena DIAL, llegando a los 960.000 oyentes diarios, cifra nunca conseguida en la historia de la cadena de radio por profesionales tan reconocidos como Javier Sardá, Andreu Buenafuente o Alfonso Arús.
El 15 de julio de 2010 es su última aparición en el programa Atrévete de Cadena Dial, coincidiendo con el fin de la temporada del programa, dejándolo con otro récord histórico al situarlo, según la segunda oleada del EGM 2010, con más de 1.070.000 oyentes diarios[cita requerida], algo no logrado anteriormente por nadie a excepción de los 40 Principales.
En el año 2015 fue galardonado con el premio “Antena de Oro” al mejor presentador de radio a nivel de toda España, logro alcanzado por haber realizado un trabajo notable y excepcional.
Trabajó en la cadena Europa FM, presentando y dirigiendo el morning show Levántate y Cárdenas, junto a colaboradores como Jorge Salvador, Sergi Más, Carlos Sobera y Albert Lesan, entre otros. Según el último EGM del año 2010, Levántate y Cárdenas se convierte en el programa matinal de las radios musicales con más crecimiento, al aumentar un 25% de audiencia, llegando a los 594.000 oyentes diarios[cita requerida]. Pero esa subida de audiencia tan solo era un presagio de lo que vendría a continuación. En tan solo un año y medio consigue que el programa de Europa FM se sitúe entre los más potentes del país, pasando de los 486 mil que heredó a rondar el millón de oyentes como en su etapa de cadena dial, siendo el programa que más creció en la radio musical española, como ya hiciera en su día en Cadena Dial donde nunca han vuelto a repetir las cifras que Cárdenas dejó al marchar.
En el tercer EGM de 2012 "Levántate y Cárdenas" superó el millón de oyentes, siendo así el programa que más creció en la radio musical española. Al igual que los fines de semana donde superó los 400.000 oyentes. Durante los últimos seis años consecutivos, “Levántate y Cárdenas” fue el programa radial con más aumento de oyentes radiofónicos, con lo cual se proclamaron como el líder absoluto con la mayor Share de toda España.
En el último EGM publicado en 2018, su programa siguió perdiendo oyentes: 129.000 hasta llegar a los 834.000, situándose en el cuarto lugar de los morning-shows radiofónicos
En 2016, protagonizó una gran polémica tras apoyar en su programa de radio a Luciano Méndez, profesor de la Universidad de Santiago de Compostela, sancionado por comentarios machistas a una de sus alumnas. Una usuaria de Twitter grabó esa parte del programa y lo subió a Twitter, lo que provocó que Cárdenas amenazara con denunciar a quienes escribieran artículos al respecto. EuropaFM volvió a subir el programa a su página web con la parte polémica cortada. Tras las críticas recibidas, Cárdenas invitó a su programa a una experta en acoso y desveló el nombre y lugar de trabajo de la tuitera, anunciado que, además, había llamado a su jefe para informarle de todo.
En mayo de 2021, Atresmedia despidió a Javier Cárdenas tras el desplome de audiencias de su programa 'Levántate y Cárdenas' en Europa FM. El lunes 24 de mayo fue el último día en el que condujo su matinal, siendo sustituido por Eva Soriano e Iggy Rubín.
En septiembre de 2021 fichó por Okdiario para dirigir y presentar el podcast “Levántate OK”.

### Televisión
Se inicia en el mundo de la televisión, también de la mano de su cuñado Alfonso Arús, en el programa Força Barça, que se emite en 1989 en TVE2.
En la temporada 1992-1993 sigue a Arús en su paso por Antena 3, y se convierte en reportero del programa de humor Al ataque. Sus entrevistas, en especial a un vidente, llamado Carlos Jesús, que aseguraba ser la reencarnación de otra persona y tener una existencia paralela en otro planeta, alcanzaron gran repercusión pública, junto a personajes como el niño del mechero y Tristanbraker (el cazafantasmas), y Cárdenas pasó a convertirse en un popular presentador del mundo de la televisión.
Entre los años 1994 y 1997, colabora en varios programas de humor, como Sal y pimienta, No estamos locos, Videos de Primera o La Parodia nacional, incrementando su fama. Tras colaborar en La Parodia Nacional (1996 y 1997), recibe diferentes premios al mejor programa de televisión en Antena 3 junto a Constantino Romero. En 1997 regresa a TVE para conducir, junto a Alonso Caparrós y Asunción Embuena, el programa Videos de Primera convirtiéndose en el programa más visto del verano en la televisión nacional. 
Cárdenas emplea con sus entrevistados un tono provocador, con el que pretende revelar las excentricidades del personaje en cuestión. Sería este el estilo que marcaría parte de su trayectoria posterior.
Posteriormente, participa en el espacio veraniego El candelabro (1999), dirigido por Tinet Rubira para Telecinco, junto a los chicos del prestigioso programa matinal Si Amanece Nos vamos, de la Cadena SER.  
Sustituyó a Jesús Vázquez en el mítico programa Gente con chispa (2000-2001), convirtiéndose en el programa líder de las televisiones autonómicas y recibiendo el galardón Minuto de Oro por ser el programa de más audiencia y Nunca seremos un programa de culto, ambos de Telemadrid.  
Posteriormente, se incorpora al espacio Crónicas Marcianas de Javier Sardà. Durante esta etapa dirigió una de las secciones que se centraba en entrevistar a personajes televisivos como Tamara, Paco Porras o Leonardo Dantes, haciendo famosos a figuras como Carmen de Mairena, El Pozí, la Pantoja de Puerto Rico, o el gran Bigote, como uno de los más populares. 
En 2005, un juez de Tenerife condena a Crónicas Marcianas y Tele 5 a pagar 15.000 euros por vulnerar el derecho al honor a un disminuido psíquico, en una entrevista realizada por Cárdenas en el citado programa en 2002. Tele 5 apeló y el Tribunal Supremo absolvió a Crónicas Marcianas, Tele 5 y a los implicados, al considerar que el entrevistado había dado su aprobación y consentimiento para hacer uso de la misma sin existir vulneración del honor y la imagen.  El caso llegó al Tribunal Constitucional que, en 2014, falló a favor de la parte acusadora, al condenar de nuevo a Tele 5 por dicha entrevista, así como por su difusión en la página web de Crónicas Marcianas.  
Tras terminar Crónicas Marcianas, colaboró de nuevo con su cuñado Alfonso Arús y con su hermana Angie Cárdenas en Tan a gustito (2006) en TVE, realizando retos con famosos, como el que llevó a cabo con Carlos Baute haciendo una inmersión con tiburones en el Aquarium de Barcelona.
En 2007 y 2008 presenta para Cuatro la gala de los premios de la música en español de Cadena Dial con artistas como Chayanne, Paulina Rubio, Laura Pausini, Carlos Baute, Alejandro Sanz, Miguel Bosé, Gloria Estefan, Juan Luis Guerra, Juanes, La 5a Estación, Alejandro Fernández o Chambao. 
En febrero de 2008 pasa a dirigir y presentar El Octavo Mandamiento en Localia TV, acompañado de Santiago Urrialde, Joaquín Prat Jr., M.J. Aledón y Beatriz Jarrín, complementado con los reportajes del propio Urrialde y Miguel Martín, haciendo algo sin precedentes y es tener un 400% más de audiencia que la media de la cadena con un 90% menos de cobertura nacional.
En junio de 2009, Antena 3 le ficha para copresentar el programa de tarde Tal cual lo contamos junto a Cristina Lasvignes. Al tercer día abandonó el programa a la mitad, renunciando al contrato millonario que firmó, al no aceptar tratar temas relacionados con el mundo del corazón. También declinó presentar la gala de fin de año del 2009 en las cadenas autonómicas.
En octubre de 2016, comienza a presentar en La 1 de TVE el espacio diario Hora punta. En mayo de 2018, el consejo de administración de RTVE había aprobado prorrogar el contrato de dicho programa, si bien el programa de actualidad pasaba a convertirse en semanal, ocupando la franja del late night. La nueva dirección de RTVE, tras el nombramiento de Rosa María Mateo como administradora única de RTVE, decidió prescindir del espacio en la nueva temporada, cancelándolo en agosto de 2018.

### Otros
En 1999, participa en el cortometraje Rondadores Nocturnos 2, del director de cine y guionista Aure Roces. 
Ha publicado los libros Benditos seáis todos (2000), en que narra sus experiencias televisivas, y la novela Acariciando un sueño (2002) en Ediciones Martínez Roca.
En 2004 escribe, dirige, produce y protagoniza la película FBI: Frikis Buscan Incordiar que pretendía ser una ácida crítica a ciertos personajes que viven de la conocida como telebasura. Fue de las 20 primeras películas españolas más taquilleras de 2004 (928.098,74€), según los datos del Ministerio de Cultura, y una de las de menor presupuesto (200.000 €). La película fue nominada a los Premios Godoy, la antítesis de los premios Goya, llegando a ganar en ocho categorías. Cárdenas, por su parte, se llevó cuatro galardones. 
En 2004 grabó su primer disco: Siéntelo.
En febrero de 2007 presenta la gala de los premios Dial 2006 de la emisora Cadena Dial desde el auditorio de Tenerife, entregando los galardones más importantes de la música latina a Chayanne, Alejandro Sanz, Miguel Bosé, Paulina Rubio, Laura Pausini, Luis Fonsi, David Bisbal, Manuel Carrasco, Diego Martín, Álex Ubago, Yahir, Carlos Baute, David DeMaría, Malú, Nauzet y Antonio Carmona. Retransmitida para España por Cuatro y Autonómicas y en directo para toda Latinoamérica.
En marzo de 2008 presenta nuevamente la gala de los premios Cadena Dial 2007 desde el auditorio de Tenerife para España por Cuatro y autonómicas, y en directo para toda Latinoamérica donde volvió a hacer entrega de los premios más importantes de la música en castellano a Gloria Estefan, Juan Luis Guerra, Juanes, La Quinta Estación, Chambao y Alejandro Fernández, Andy & Lucas, David Bustamante, Conchita, Kiko & Shara, Luz Casal, Malú, Merche, Pastora Soler y Shaila Dúrcal.
El 5 de diciembre de 2009, presenta la gala de los 10 años de la revista Rolling Stone, que premia a los mejores artistas de la música española como Alejandro Sanz, Miguel Ríos, Miguel Bosé, Marta Sánchez, Pereza, Loquillo, Manolo García, Leonor Watling, Macaco, Joan Manuel Serrat, etc.
En abril de 2010, el programa que dirige Cárdenas consegue pasar del millón de oyentes, prácticamente doblando los mejores resultados de sus anteriores predecesores. Colocando al programa Atrévete entre los 4 primeros con más audiencia de su franja horaria.
En mayo de 2010 recibe el Diploma de Profesor Honorífico por parte de la ESERP Business School, que dice así:"Expira a Don Javier Cárdenas Pérez y a su brillante trayectoria, destacando su labor en medios de comunicación y su capacidad analítica, ejecutiva y de innovación periodística que le han permitido alcanzar el más alto nivel de Prestigio y Proyección Profesional.
Se le otorga por acuerdo unánime de esta junta rectora el correspondiente Profesor Honorífico.
En 2016 ha comenzado a trabajar en un documental sobre los encuentros cercanos a la muerte. Este tema le apasiona. Se trata de explicar, de forma aséptica, la experiencia que supone estar con personas que han vivido la muerte clínica y han vuelto a la vida. Entrevistará a médicos que creen en este tipo de experiencias y otros que afirman que todo es producto de la imaginación.
En 26 de octubre de 2016 presentó el proyecto "Una casa, una vida", una campaña que consistía en sortear su vivienda para recaudar fondos con el objetivo de contribuir a la investigación del Idic15, una enfermedad poco conocida en medicina.
El proyecto se centró en el estudio de la enfermedad de Mara - una niña valenciana que sufre del síndrome Idic15. Su padre se sacó la carrera de Medicina para investigar la enfermedad de su hija y después de que Cárdenas había entrevistado al hombre, él decidió sortear su vivienda a favor del proyecto, para financiar un equipo de investigación multidisciplinar de la Universidad de Valencia.
El sorteo, organizado por Loterías y Apuestas del Estado, tuvo lugar en 22 de diciembre de 2016. Como resultado, la campaña consiguió los 123.000 euros que necesitaba para supuestamente financiar la investigación de Idic15. Sin embargo, la prensa informó de que el presentador sólo donó 123.000 €, pese a haber recaudado más de medio millón de Euros. Después de demostrar con dos auditorías que no solo había donado todo lo recaudado sino que además había perdido 137.000€, eldiario.es tuvo que corregir oficialmente la información falsa dada anteriormente.
En septiembre de 2024 anunció en su programa de radio (tipo podcast con suscripción) que abandonaba España harto de la situación política del país.